# ویکد ویسل
ویکد ویسل (انگلیسی: Wicked Weasel) شرکت تجهیزات ورزشی و پوشاک استرالیایی است، که در سال ۱۹۹۴ توسط پیتر گیفورد تأسیس شد.